# Bruno Famin
Bruno Famin, född i Belfort, är en fransk ingenjör som är chef för biltillverkaren Alpines motorsportsavdelning och exekutiv chef för Formel 1-stallet Alpine F1:s motoravdelning.
Han inledde sin motorsportskarriär 1989 med att få en anställning hos det franska biltillverkaren Peugeot och dess motorsportsavdelning, där arbetade han med motorer och växellådor. År 2005 utsågs han till teknisk direktör för avdelningen och 2012 som avdelningschef. År 2019 lämnade Famin Peugeot och utnämndes till COO för motorsport hos det internationella bilsportsförbundet Fédération Internationale de l'Automobile (Fia). År 2022 gick han vidare i sin karriär och blev chef för utvecklande av kraftenheter (power units) för Alpine F1. Den 10 juli 2023 blev Famin befordrad till chef för Alpines motorsportsavdelning. Den 28 juli meddelade Alpine att den dåvarande stallchefen Otmar Szafnauer skulle lämna Alpine F1 efter att Belgiens Grand Prix 2023 var färdigkörd och att Famin skulle ersätta honom. I slutet av augusti 2024 lämnade han som stallchef och tog över chefsansvaret för Alpines motorsportsavdelning och Alpine F1:s motoravdelning.